# Phrynobatrachus pakenhami
Phrynobatrachus pakenhami là một loài ếch ở true frog subhọ Petropedetinae.